# Europäische Linke
Die Partei der Europäischen Linken, in der Regel als Europäische Linke (EL) abgekürzt, ist eine europäische politische Partei, die am 8. Mai 2004 in Rom als Zusammenschluss von 15 europäischen Mitgliedsparteien aus dem linken und kommunistischen Spektrum gegründet wurde. Der EL gehören heute 23 Parteien an. Mitglieder im deutschsprachigen Raum sind die deutsche Partei Die Linke, die Kommunistische Partei Österreichs, die Partei der Arbeit der Schweiz und die luxemburgische déi Lénk.
Im Europäischen Parlament gehören die Abgeordneten der EL-Mitgliedsparteien der Fraktion Die Linke im Europäischen Parlament – GUE/NGL (Die Linke) an. Seit der Europawahl 2024 ist die GUE/NGL mit 46 Abgeordneten die zweitkleinste Fraktion im Europäischen Parlament (Stand: 25. März 2025). Der Fraktion gehören auch die Mitglieder der konkurrierenden Allianz der Europäischen Linken sowie unabhängige Mitglieder an. Die EL ist nicht auf die Mitgliedstaaten der Europäischen Union beschränkt, sondern hat auch Mitglieder z. B. in der Schweiz, der Türkei und in Moldawien.
Präsident der EL ist seit dem 11. Dezember 2022 Walter Baier von der Kommunistischen Partei Österreichs.

## Mitglieder
Der EL beitreten können Parteien und Einzelpersonen. Letzteres war zunächst umstritten. Mittlerweile wurde dieser Streit behoben. Die EL-Mitglieder, die keiner der Mitgliedsparteien angehören, zahlen einen erhöhten EL-Beitrag von mindestens 24 Euro jährlich. Ein europäischer Zusammenschluss der Einzelmitglieder strebt an, den Status der Parteienpartei zu überwinden, und versteht sich als Netzwerk, welches daran arbeitet, den Fokus und die Aktivitäten der Partei und deren Mitgliedsparteien stärker auf die europäische Ebene auszurichten.

### Mitgliedsparteien
Stand: 13. Februar 2025
| Land                   | Partei                                      | Europa- parlamentarier | Nationale Parlamentarier |
| ---------------------- | ------------------------------------------- | ---------------------- | ------------------------ |
| Belgien                | Partei der Arbeit Belgiens *)               | 2/22                   | 15/150                   |
| Belgien                | Communistes de Wallonie-Bruxelles           | –                      | –                        |
| Bulgarien              | Balgarskata Lewiza                          | –                      | –                        |
| Deutschland            | Die Linke                                   | 2/96                   | 64/630                   |
| Estland                | Eestimaa Ühendatud Vasakpartei              | –                      | –                        |
| Finnland               | Suomen kommunistinen puolue                 | –                      | –                        |
| Frankreich             | Parti communiste français                   | -                      | 9/577                    |
| Frankreich             | Gauche républicaine et socialiste           | –                      | –                        |
| Griechenland           | Syriza                                      | 4/21                   | 47/300                   |
| Griechenland           | Néa Aristerá                                | –                      | 11/300                   |
| Italien                | Partito della Rifondazione Comunista        | –                      | –                        |
| Kroatien               | Radnička Fronta                             | –                      | 1/151                    |
| Luxemburg              | Déi Lénk                                    | –                      | 2/60                     |
| Moldau                 | Partidul Comuniștilor din Republica Moldova | nicht in der EU        | 10/101                   |
| Österreich             | Kommunistische Partei Österreichs           | –                      | –                        |
| Rumänien               | Partidul Socialist Român                    | –                      | –                        |
| Schweiz                | Partei der Arbeit der Schweiz               | nicht in der EU        | 0/200                    |
| Slowenien              | Levica                                      | –                      | 5/90                     |
| Spanien                | Izquierda Unida                             | –                      | 5/350                    |
| Spanien                | Partido Comunista de España                 | –                      | 4/350 *                  |
| Spanien                | Esquerra Unida i Alternativa                | –                      | 1/350 *                  |
| Tschechien             | Levice                                      | –                      | –                        |
| Türkei                 | Sol Parti                                   | nicht in der EU        | –                        |
| Ungarn                 | Magyarországi Munkáspárt 2006               | –                      | –                        |
| Vereinigtes Königreich | Left Unity                                  | nicht in der EU        | –                        |

### Parteien mit Beobachterstatus
Stand: 7. November 2024
| Land                   | Land                          | Partei                             | Europa- parlamentarier | Nationale Parlamentarier |
| ---------------------- | ----------------------------- | ---------------------------------- | ---------------------- | ------------------------ |
| Belgien                | Belgien                       | Mouvement Demain                   | –                      | –                        |
| Italien                | Italien                       | Sinistra Italiana                  | 2/76                   | 4/400                    |
| Slowakei               | Slowakei                      | Komunistická strana Slovenska      | –                      | –                        |
| Spanien                | Spanien                       | Sortu                              | –                      | 1/54                     |
| Tschechien             | Tschechien                    | Komunistická strana Čech a Moravy  | 1/21                   | 0/200                    |
| Vereinigtes Königreich | Vereinigtes Königreich        | Transform                          | nicht in der EU        | –                        |
| Zypern                 |                               | Anorthotiko Komma Ergazomenou Laou | 1/6                    | 15/56                    |
| Zypern                 | Türkische Republik Nordzypern | Birleşik Kıbrıs Partisi            | nicht in der EU        | –                        |
| Zypern                 | Türkische Republik Nordzypern | Yeni Kıbrıs Partisi                | nicht in der EU        | –                        |

### Partnerparteien und -bewegungen
Stand: 24. August 2024
| Land                   | Land        | Partei                                     | Europa- parlamentarier | Nationale Parlamentarier |
| ---------------------- | ----------- | ------------------------------------------ | ---------------------- | ------------------------ |
| Deutschland            | Deutschland | Marxistische Linke                         | –                      | –                        |
| Frankreich             | Frankreich  | Ensemble!                                  | –                      | –                        |
| Frankreich             | Frankreich  | République et socialisme                   | –                      | –                        |
| Österreich             | Österreich  | Der Wandel                                 | –                      | –                        |
| Österreich             | Österreich  | LINKS                                      | –                      | –                        |
| Serbien                | Serbien     | Solidarnost                                | nicht in der EU        | –                        |
| Ungarn                 | Ungarn      | Táncsics – Radikális Balpárt               | –                      | –                        |
| Ungarn                 | Ungarn      | Igen Szolidaritás Magyarországért Mozgalom | –                      | –                        |
| Vereinigtes Königreich | Schottland  | Democratic Left Scotland                   | nicht in der EU        | –                        |
| Vereinigtes Königreich | Schottland  | Socialists for Independence                | nicht in der EU        | –                        |

### Einzelmitglieder
Neben Parteien lässt die EL auch die individuelle Mitgliedschaft von Personen zu. Im Frühjahr 2020 hatte die EL 410 individuelle Mitglieder.
| Land        | Name               | Partei                          | Amt  |
| ----------- | ------------------ | ------------------------------- | ---- |
| Deutschland | Sebastian Everding | Partei Mensch Umwelt Tierschutz | MdEP |
| Irland      | Lynn Boylan        | Sinn Féin                       | MdEP |
| Irland      | Kathleen Funchion  | Sinn Féin                       | MdEP |
| Irland      | Luke Flanagan      | –                               | MdEP |
| Spanien     | Estrella Galán     | Movimiento Sumar                | MdEP |

### Ehemalige Mitgliedsparteien
Stand: 2. September 2024
| Land         | Partei | |
| ------------ | --- | --- |
| Belarus      | Belarussische vereinigte Linkspartei „Gerechte Welt“                                                      | Am 30. Juni 2023 erklärte das Justizministerium von Belarus, dass die Partei nicht mehr registriert sei.                                            |
| Belgien      | Kommunistische Partij                                                                                     | Parteiarbeit eingestellt 2009, ab Dezember 2013 nicht mehr als Mitglied aufgeführt                                                                  |
| Belgien      | Parti Communiste                                                                                          | Austritt auf dem Parteikongress am 30. Juli 2018 beschlossen; wird von der EL noch als Mitglied geführt.                                            |
| Dänemark     | Enhedslisten – de rød-grønne                                                                              | |
| Deutschland  | Deutsche Kommunistische Partei                                                                            | beendete am 27. Februar 2016 den Beobachterstatus.                                                                                                  |
| Finnland     | Vasemmistoliitto                                                                                          | Im Jahr 2024 von der EL-Website gestrichen |
| Frankreich   | Gauche unitaire                                                                                           | fusionierte im Herbst 2015 mit der PCF |
| Frankreich   | Parti de Gauche                                                                                           | ausgetreten am 1. Juli 2018 |
| Frankreich   | La France insoumise                                                                                       | |
| Griechenland | Ananeotiki Kommounistiki ke Ikologiki Aristera                                                            | fusionierte im Jahr 2013 zur Syriza |
| Italien      | Partito dei Comunisti Italiani                                                                            | im Dezember 2014 in Partito Comunista d’Italia umbenannt                                                                                            |
| Italien      | L’Altra Europa con Tsipras                                                                                | löste sich vor der EU-Wahl 2019 auf, ersetzt durch La Sinistra (kein Mitglied der EL)                                                               |
| Polen        | Młodzi Socjaliści                                                                                         | löste sich 2015 auf, damit erlosch der Beobachterstatus                                                                                             |
| Portugal     | Bloco de Esquerda                                                                                         | Der Austritt wurde am 22. Juni 2024 beschlossen. |
| San Marino   | Rifondazione Comunista Sammarinese                                                                        | ging 2012 in der Sinistra Unita auf, wurde bis 2018 noch als Mitglied geführt; Sinistra Unita ging 2017 in der Sinistra Socialista Democratica auf. |
| Slowenien    | Stranka za ekosocializem in trajnostni razvoj Slovenije (TRS) Iniciativa za demokratični socializem (IDS) | gingen 2017 in Levica auf |
| Ungarn       | Ungarische Kommunistische Arbeiterpartei                                                                  | Austritt 1. Mai 2009 |

## Geschichte
Die Initiative zur Gründung der EL ging in erster Linie von Parteien aus, die in der GUE/NGL im EU-Parlament und im Rahmen des Neuen Europäischen Linken Forums (NELF) zusammenarbeiteten. Nach zwei Jahren Vorbereitung fand der Gründungskongress am 8. und 9. Mai 2004 in Rom statt. Die Gründung einer europäischen Partei wurde dabei in linken politischen Kreisen kontrovers diskutiert. Ebenso waren die Arten der Mitgliedschaft in der EL umstritten. Die französische PCF plädierte für eine rein korporative Mitgliedschaft, während die deutsche PDS die Mitgliedschaft von Einzelpersonen befürwortete. In der Kommunistischen Partei Böhmens und Mährens (KSČM) war der Beitritt zur EL stark umstritten, da sie auch die tschechische Mitgliedschaft in der EU weitgehend ablehnt. Die KSČM nahm schließlich am Gründungskongress teil, trat der EL aber nicht bei, da sie sich mit der Verurteilung des Stalinismus im Gründungsdokument nicht einverstanden erklärte.
Beim ersten regulären Parteikongress am 8. Oktober 2005 wurde in der Athen-Deklaration der Europäischen Linken die programmatischen Grundlagen festgelegt. Die Ungarische Kommunistische Arbeiterpartei trat mit Wirkung zum 1. Mai 2009 aus der EL aus, wie die KSČM hatte sie die Verurteilung des realen Sozialismus kritisiert. Auf der Tagung der EL in Luxemburg vom 24. bis 27. September 2010 wurde die Bulgarische Linke als Mitglied aufgenommen.
Kandidat der EL bei der Europawahl 2014 für das Amt des Präsidenten der Europäischen Kommission war Alexis Tsipras von der griechischen Partei Syriza. Die Parteien der EL mussten leichte Mandatsverluste hinnehmen.
Bei der Europawahl 2019 waren Nico Cué und Violeta Tomić Spitzenkandidaten der EL. Bei der Wahl 2019 trat erstmals das linke Wahlbündnis Now the People an, dem EL-Mitglieds- und Beobachterparteien wie der portugiesische BE und die französische LFI angehörten. Insgesamt verlor die GUE/NGL-Fraktion elf Mandate.
Bei der Europawahl 2024 trat der österreichische EL-Vorsitzende Walter Baier als Spitzenkandidat der EL auf. Auf die EL entfielen etwa 3,5 % der Stimmen. Nach der Wahl formierten sich aus dem Wahlbündnis Now the People die europäische Partei Allianz der Europäischen Linken (AEL), die entsprechenden nationalen Parteien traten vorher aus der EL aus bzw. beendeten ihren Beobachterstatus. Im Gegensatz zur EL erlaubt die AEL nur die Mitgliedschaft von Parteien, die in einem Parlament vertreten sind. Die deutsche Die Linke verblieb in der EL, obwohl sie 2024 am Wahlbündnis Now the People beteiligt war.

### Vorsitzende
| Zeitraum  |                   | Land        | Partei    |
| --------- | ----------------- | ----------- | --------- |
| 2004–2007 | Fausto Bertinotti | Italien     | PRC       |
| 2007–2010 | Lothar Bisky      | Deutschland | Die Linke |
| 2010–2016 | Pierre Laurent    | Frankreich  | PCF       |
| 2016–2019 | Gregor Gysi       | Deutschland | Die Linke |
| 2019–2022 | Heinz Bierbaum    | Deutschland | Die Linke |
| seit 2022 | Walter Baier      | Österreich  | KPÖ       |

## EL-Mitglieder in europäischen Institutionen

### Überblick
| Organisation      | Institution                                    | Sitze  |
| ----------------- | ---------------------------------------------- | ------ |
| Europäische Union | Europäisches Parlament                         | 16/720 |
| Europäische Union | Europäische Kommission                         | 0/27   |
| Europäische Union | Europäischer Rat (Staats- und Regierungschefs) | 0/27   |

### Europäischer Rat
Die EL stellte von Januar 2015 bis Juli 2019 mit Alexis Tsipras von der griechischen Partei Syriza ein Mitglied des Europäischen Rates.